# Хармансдорф (Нижняя Австрия)
Хармансдорф (нем. Harmannsdorf (Niederösterreich)) — ярмарочная коммуна (нем. Marktgemeinde) в Австрии, в федеральной земле Нижняя Австрия. 
Входит в состав округа Корнойбург.  Население составляет 3666 человек (на 31 декабря 2005 года). Занимает площадь 55,55 км². Официальный код  —  31207.

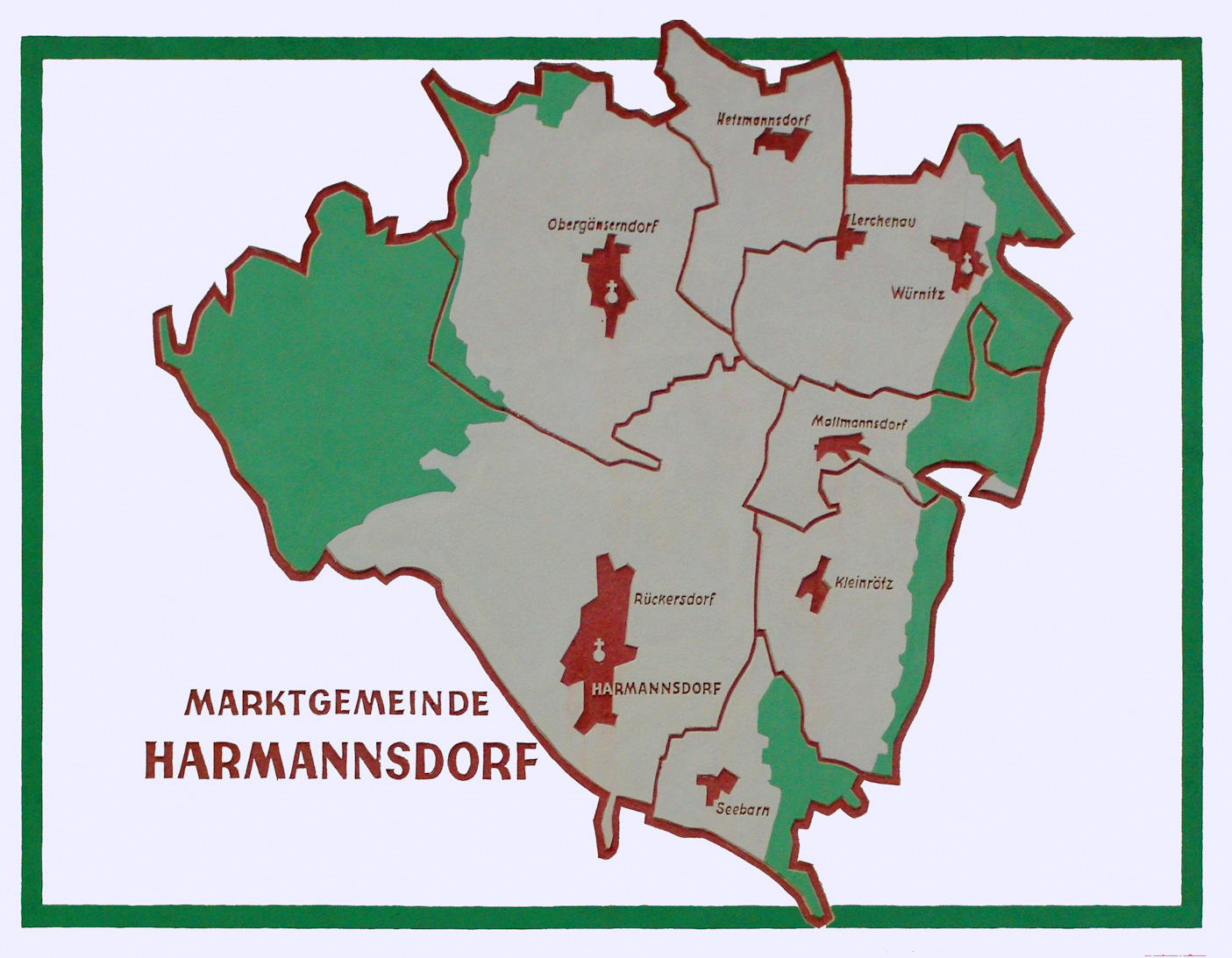
Хармансдорф

## Политическая ситуация
Бургомистр коммуны — Норберт Хендлер (АНП) по результатам выборов 2010 года.
Совет представителей коммуны (нем. Gemeinderat) состоит из 23 мест.
- АНП занимает 13 мест.
- СДПА занимает 7 мест.
- АПС занимает 3 места.